# Glanycus
Glanycus is een geslacht van vlinders van de familie venstervlekjes (Thyrididae), uit de onderfamilie Thyridinae.

## Soorten
- G. blachieri (Oberthür, 1910)
- G. foochowensis Chu & Wang, 1981
- G. insolitus Walker, 1855
- G. sigionus Chu & Wang, 1991
- G. tricolor Moore, 1879